# 28966 Yuyingshih
28966 Yuyingshih è un asteroide della fascia principale. Scoperto nel 2001, presenta un'orbita caratterizzata da un semiasse maggiore pari a 3,2172244 au e da un'eccentricità di 0,0345275, inclinata di 22,61397° rispetto all'eclittica.